# Ahmed Hassan Musa
Ahmed Hassan Musa (gest. 1979) war ein tschadischer Aufständischer, der in der ersten Phase des Tschadischen Bürgerkrieg eine bedeutende Rolle spielte.

## Leben
Ahmed Hassan Musa war ein islamischer Fundamentalist, welcher der Muslimbruderschaft nahestand. Er war der Anführer der Union Générale des Fils du Tchad UGFT (Generalunion der Kinder des Tschad), einer islamischen politischen Partei die von tschadischen Exilanten im Sudan gegründet wurde. Aufgrund der autoritären und islamfeindlichen Politik des damaligen Präsidenten François Tombalbaye, war Ahmed ins Exil gegangen. Als sich 1965 die Spannungen in blutigen Unruhen in der Präfektur Guéra entluden, ergriff Ahmed seine Chance und gründete im Sudan am 7. September 1965 die Liberation Front of Chad, die erste Aufständischen-Gruppe, die explizit gegen Tombalbaye antrat. Als kleine Gruppe vereinigte sich Ahmed beim Kongress von Nyala (Sudan) 1966 mit der Union Nationale Tchadienne (UNT) von Ibrahim Abatcha zur einflussreichen Front de Libération Nationale du Tchad (FROLINAT). Ahmed machte sich jedoch bald wieder selbstständig mit seiner Gruppe der FLT und kämpfte im Grenzbereich zwischen Tschad und Sudan. Als Tombalbaye im Staatsstreich im Tschad 1975 fiel, kam Musa schnell zu einer Übereinkunft mit der neuen Regierung. Vier Jahre später,  1979, wurde er in Ati von Hissène Habré umgebracht.